# Hajji Beg
Hajji Beg Barlas (+ 1361) fou cap de la tribu dels barles i oncle de Tamerlà.
Hajji Beg és esmentat per primer cop el 1358 o 1359 quan va participar en l'enderrocat del karauna Abd Allah ibn Gazaghan, que tenia el control efectiu del kanat de Txagatai (occidental). Abd Allah volia influir en el govern de les tribus del nord del kanat i havia establert la seva capital a Samarcanda, provocant la intranquil·litat dels caps tribals de la zona. Hajji Beg tenia la seva capital a Kish no gaire lluny de la nova capital dels karaunes. Junt amb un altre cap tribal, Buyan Suldus (de la tribu dels suldus) es van revoltar i van enderrocar a Abd Allah matant també al kan titella Shah Temür. Buyan Suldus va ocupar llavors la posició d'amir principal al lloc d'Abd Allah.
Buyan Suldus va renunciar a reforçar la seva autoritat i es va dedicar a beure, i l'estat va derivar cap a l'anarquia. El kan de Mogolistan (Txagatai oriental), Tughluq Timur, va envair el seu territori vers el 1360 i no va trobar resistència; els amirs se li van sotmetre i cadascun va aprofitar la situació per saquejar les terres dels amirs veïns. El yasauri (vegeu Yasaur) Hajji Mahmudshah va entrar a les terres veïnes dels barles i el seu cap Hajji Beg, que no volia sotmetre's a Tughluq, i no podia oferir resistència als invasors, va decidir fugir al Khorasan. Amb ell va fugir inicialment el seu nebot Timur (el futur Timur Lenk o sigui Tamerlà) però en arribar a l'Oxus va demanar permís per tornar a Kish i mantenir l'orde al país dels barles. Com que Timur no havia estat implicat en les lluites ni contra els karaunes, ni contra els mongols orientals, Tughluq Timur li va permetre agafar el control del territori dels barles. Posteriorment Timur/Tamerlà es va aliar als líders tribals hostils a Hajji Beg i a l'aliat d'aquest, Buyun Suldus, especialment Amir Husayn, nebot d'Abd Allah ibn Gazaghan, nou cap dels karaunes. Finalment els mongols orientals van abandonar la regió i van retornar a Mogolistan.
Poc després Hajji Beg retornava a l'ulus de Txagatai en un esforç per recuperar el control dels barles. Aliat al amirs dels jalayirs, Amir Bayazid, va atacar als yasauris. Quan Timur/Tamerlà ho va saber, va reunir les seves forces i va marxar en ajut dels seus aliats yasauris; els dos bàndols es van enfrontar, però sense que se sàpiga ben bé per què les tropes van desertar al camp d'Hajji Beg i Timur/Tamerlà es va haver de sotmetre al seu oncle. Llavors els barles i jalayirs van atacar als yasauris i els van derrotar, victòria que va assegurar a Hajji la seva posició com a cap de la tribu.
A la primavera del 1361 Tughlugh Timur va envaior de nou l'ulus. Amir Bayazid Jalayir i Amir Buyan Suldus, aliats d'Hajji Beg, van optar per fer submissió al kan, però Bayazid fou executat poc després (i més tard Buyan el 1362) i Hajji Beg, que havia estat a punt de sotmetre's igualment, s'ho va repensar, va reunir les seves tropes a Kish i va marxar cap al Khurasan.
No obstant allí fou mort per un grup de turcs. Tughlugh Timur llavors va donar a Timur/Tamerlà el comandament de Kish i dels barles per segona vegada.